# Всемирные экстремальные игры
Всемирные экстремальные игры (англ. X Games) — ежегодное спортивное событие, специализированное на экстремальных видах спорта. Игры разделены на два сезона: Зимние всемирные экстремальные игры, проводимые в январе и феврале, и собственно Всемирные экстремальные игры, проводимые в августе.
Одновременно с Играми проводится Фестиваль экстремальных игр, во время которого проходят спортивные конкурсы, музыкальные выступления, раздачи автографов участниками, и т. д.
До 2019 года Зимние игры проводятся в Аспене, штат Колорадо, США. Летние игры проходили в Лос-Анджелесе, США, но в июне 2014 года переехали в Остин, штат Техас.

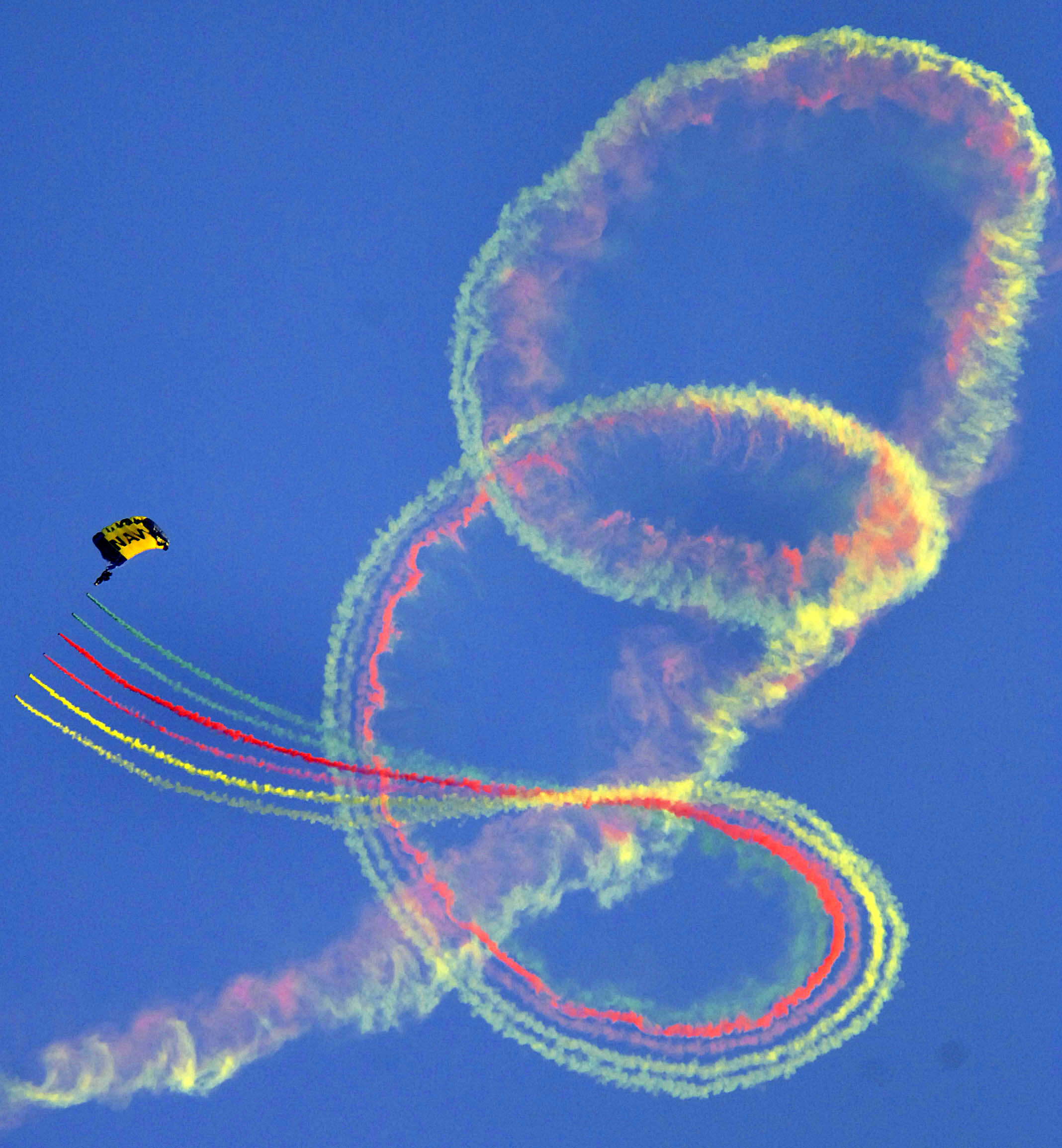
Прыжок с парашютом на X Games

## Летние виды спорта
Мотоцикл
- Moto X Super X — гонки по бездорожью на скорость. С прохождением множества кочек и трамплинов.
- Moto X Speed & Style — спортсмены разбиваются на пары и, стартуя одновременно, преодолевают схожие по сложности дистанции. В равной степени оцениваются как скорость прохождения дистанции, так и качество выполнения трюков.
- Moto X Best Whip — конкурс на лучший трюк (whip). Выполнение трюка в горизонтальной плоскости. Спортсмен заваливаются в воздухе на бок, делают трюк и возвращаются в исходное положение.
- Moto X Best Trick — конкурс на лучший трюк.
- Moto X Freestyle (Freestyle Motocross) — выполнение трюков на специальном треке за определённое количество времени.
- Moto X Enduro X — прохождение трассы на скорость по бездорожью. В данном случае под бездорожьем понимается трасса в лесу или в горах.
- Moto X Step Up — прыжки на мотоцикле в высоту.
- Moto X Adaptive — массовая гонка на мотоциклах по трассе с препятствиями.

Ралли
- Rally Car Racing — одиночное прохождение трассы на авто с трамплинами.
- Rally Car SuperRally — массовая гонка на специальном треке. Стартуют одновременно 4 машины.

Скейтборд (Skateboarding)
- Skateboard Vert — трюки в пайпе.
- Skateboard Park — трюки в специальном парке.
- Skateboard Street — по сути почти то же, что и трюки в парке, только парк больше напоминает условия города (перила, ступеньки и т. д.)
- Skateboard Big Air — один трюк на огромной скорости и на огромной высоте.
- Skateboard Best Trick — конкурс на лучший трюк.

Велосипед (BMX)
- BMX Freestyle Vert
- BMX Freestyle Park
- BMX Freestyle Street
- BMX Freestyle Big Air

Условия те же, что и в скейтборде, только снаряд другой.

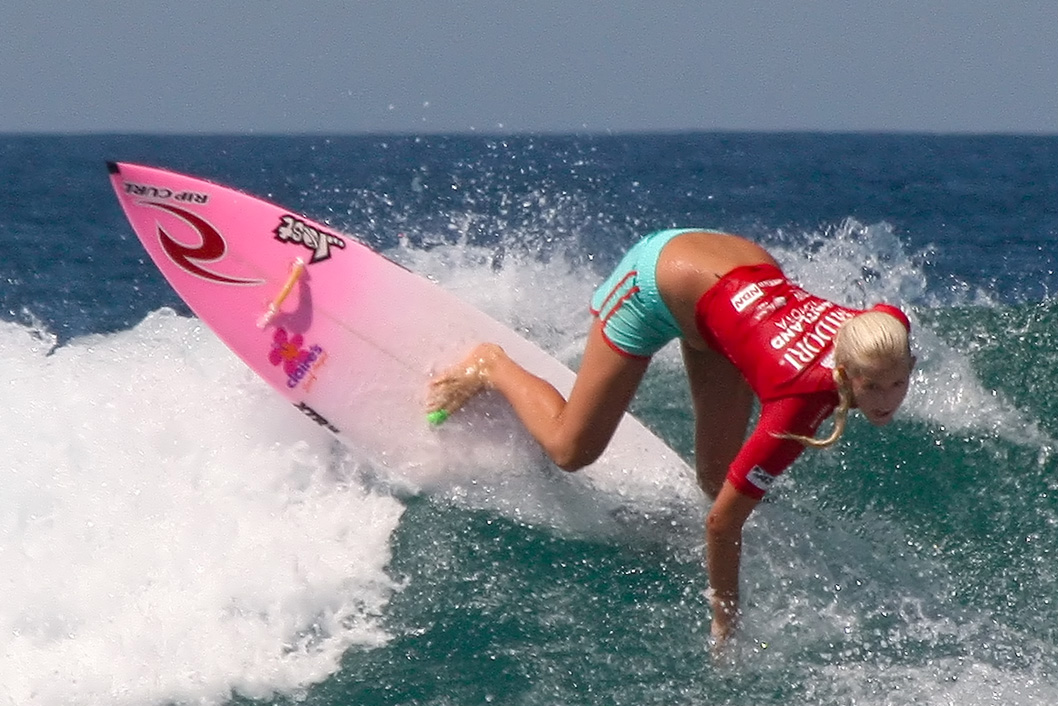
Бетани Хэмилтон (Bethany Hamilton)

## Зимние виды спорта
Лыжи (Фристайл) (Skiing (Freestyle))
- Ski Big Air — лыжник разгоняется и прыгает с большого трамплина, выполняя в полёте всевозможные элементы и трюки, которые оцениваются с точки зрения сложности, динамики, чистоты и красоты исполнения. При этом длина полётов может доходить до 30 метров.
- Ski Slopestyle — одна из самых популярных дисциплин X Games. Спортсмены соревнуются на трассе, максимально насыщенной препятствиями в виде трамплинов, пирамид и разнотипных рейлов. Оценивается не скорость её прохождения, а уровень сложности и чистота исполнения трюков.
- Ski SuperPipe — на пайпе, высота стен которого составляет минимум 4,9 метра, а длина значительно больше, чем у обычного хафпайпа, соревнуются сноубордисты и лыжники, мужчины и женщины. Передвигаясь вдоль трека, спортсмен переезжает от одной стены к другой и демонстрирует различные трюки — как правило, в момент прыжка или изменения направления. Судьи оценивают прежде всего общее впечатление, которое оставило выступление участника, а не чистоту выполнения отдельных элементов. В финале спортсменам даётся по три попытки, в зачёт идёт лучшая из них.
- Ski Cross (Skier X) — сначала участники преодолевают на лыжах или доске изобилующую всевозможными препятствиями дистанцию в одиночку. Вышедшие в нокаут-стадию по времени спортсмены разбиваются на четвёрки или шестёрки, участники которых стартуют одновременно и следуют каждый по своей траектории. Касаться соперника или каким-либо образом мешать ему категорически запрещено — за это незамедлительно последует дисквалификация. Спортсмены, финиширующие в четвёрке первыми или вторыми, а в шестёрке — первыми, вторыми или третьими, выходят в следующий круг. В финале четвёрка или шестёрка самых быстрых разыгрывает медали. В этой дисциплине соревнуются как мужчины, так и женщины.
- Monoski — специальные соревнования для людей с ограниченными физическими возможностями. Правила те же, что и для Ski Cross.

Сноуборд (Snowboarding)
- Snowboard Big Air
- Snowboard Slopestyle
- Snowboard Superpipe
- Snowboard cross (Snowboard X)

Суть дисциплин и правила те же, что и для лыжников.
- Snowboard Best Method — конкурс на лучший трюк (method). Спортсмен разгоняется с биг-эйра и выполняет этот трюк.

Снегоход (Snowmobile)

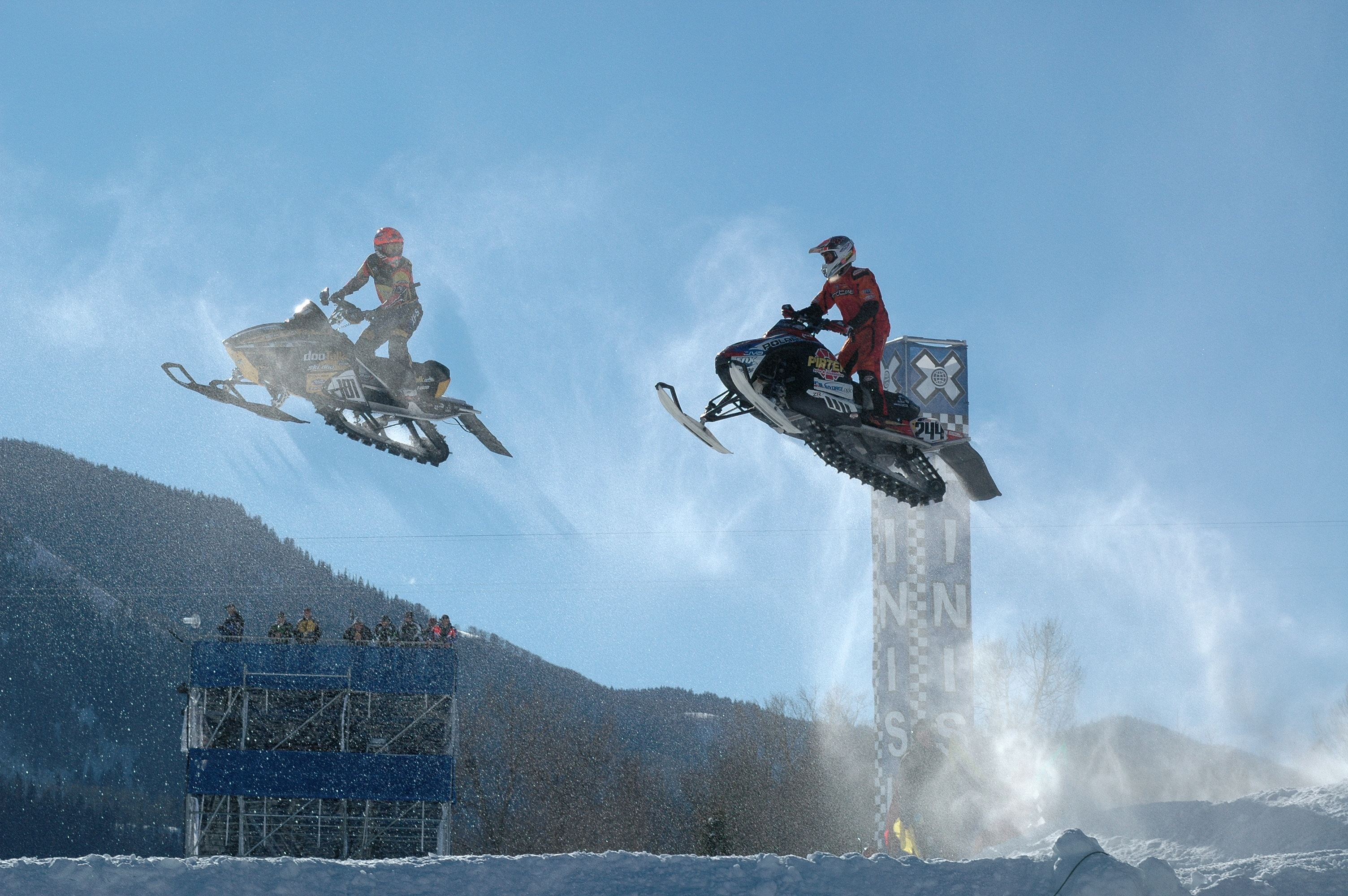
Snocross

- Snowmobile Freestyle — на снегоходах выполняются трюки типа сальто, «кольцо» (гонщик, зацепившись за седло ногами, руками обхватывает лодыжки), свободный полёт (держась за руль, спортсмен позволяет ногам свободно «лететь» параллельно снегоходу). Сначала проходит квалификация: участникам даётся по две попытки, по результатам которых формируются пары полуфиналистов. Победители полуфиналов выходят в финал. Судьи оценивают сложность трюков, мастерство их исполнения и динамичность.
- Snowmobile Speed & Style — дисциплина, в которой в равной степени оцениваются как скорость прохождения дистанции, так и качество выполнения трюков, в 2008 году дебютировала в основной программе X Games. Спортсмены разбиваются на пары и, стартуя одновременно, преодолевают схожие по сложности дистанции.
- Snowmobile Best Trick — конкурс на лучший трюк.
- Snocross — массовая гонка на снегоходах.

## Показательные выступления
| Летом - X-Venture (Adventure Race) - BMX Freestyle - Flatland - Downhill BMX - Vert Doubles - Dirt Jump - Aggressive Skating - Vert - Downhill - Street - Vert Triples - Bungee Jumping - Skateboard - Vert Doubles - Водные виды - Wakeboarding - Barefoot Jumping - Скалолазание - На трудность - На скорость - Болдеринг - Скайсерфинг - Street Luge - Dual - Mass - Super Mass | Зимой - Freestyle Motocross - Best Trick - Snow BMX Racing - Dual Downhill - Dual Speed - Snowboarding - Big Air - Skiboarding - Slopestyle - Ice Climbing - На сложность - На скорость - Snowmobiling - Hill-cross - Super-Modified Shovel Racing |

## История

### Summer X Games
- Игры I, 1995 — Providence & Newport, Род-Айленд и Mount Snow, Вермонт (24 июня — 1 июля); 198 000 зрителей
- Игры II, 1996 — Providence & Newport, Род-Айленд; 200 000 зрителей
- Игры III, 1997 — Сан-Диего, Калифорния (20—28 июня); 221 200 зрителей
- Игры IV, 1998 — Сан-Диего, Калифорния (Июнь); 233 000 зрителей
- Игры V, 1999 — Сан-Франциско, Калифорния (25 июня — 3 июля); 275 000 зрителей
  - После 11 неудачных попыток, скейтбордист Тони Хоук выполнил 900-degree spin, выиграв в дисциплине «Лучший трюк».
- Игры VI, 2000 — Сан-Франциско, Калифорния (17—22 августа)
- Игры VII, 2001 — Филадельфия, Пенсильвания (17—22 августа); 235 000 зрителей
- Игры VIII, 2002 — Филадельфия, Пенсильвания (15—19 августа)
  - Mat Hoffman выполнил 900-degree spin no hand на велосипеде.
  - Майк Метцгер (англ. Mike Metzger) выполнил back flip через 80-футовую пропасть — первый back flip в истории Moto-X Freestyle.
- Игры IX, 2003 — Лос-Анджелес, Калифорния (14—17 августа)
- Игры X, 2004 — Лос-Анджелес, Калифорния (5—8 августа)
- Игры XI, 2005 — Лос-Анджелес, Калифорния (4—7 августа)
  - Шону Уайту не удалось выполнить 1080-degree spin in Skate Best Trick за 29 попыток.
  - Руководство телеканала ESPN заключило контракт на проведение Игр в Лос-Анджелесе до 2009 года.
- Игры XII, 2006 — Лос-Анджелес, Калифорния (3—6 августа)
  - Трэвис Пастрана впервые в мире выполнил double backflip, выиграв Moto X Best Trick и установив рекорд — 98.60.
  - Кевин Робинсон (Kevin Robinson) впервые выполнил double flair.
  - Впервые в рамках X-Games проводились соревнования по ралли. Победитель, Трэвис Пастрана, на 0,52 опередил секунды экс-чемпиона мира по ралли Колина МакРея, который перевернулся за два поворота до финиша.
  - Шону Уайту не удалось выполнить the 1080 in Skate Best Trick за 18 конкурсных и 2 попытки вне конкурса; во время последней попытки он повредил руку.
- Игры XIII, 2007 — Лос-Анджелес, Калифорния (2—5 августа)
  - Скейтбордист Джейк Браун (англ. Jake Brown (skateboarder)) пролетел 15 метров и упал на спину, ударившись головой о хафпайп. Несколько минут он пролежал без движения, пока ему не помогли подняться. Врачи диагностировали перелом запястья, разрыв селезёнки, ушибы лёгкого и печени, повреждения позвоночника и сотрясение мозга.
- Игры XIV, 2008 — Лос-Анджелес, Калифорния (31 июля — 3 августа)
  - Денни Уэй (англ. Danny Way) травмирует колени, упав с высоты около 8-ми метров во время трюка на биг эйере. Обозреватели дружно называют это падение одним из самых страшных после случая с Джейком Брауном, который упал год назад. Пробыв некоторое время у медиков, Уэй прихрамывая вернулся на рампу и занял в конечном итоге 2 место.
  - Райан Шеклер выиграл вторую золотую медаль в Street Skateboarding.
  - Кайл Лоса (англ. Kyle Loza) выиграл свою вторую золотую медаль в Moto X Best Trick, выполнив при этом совершенно новый трюк — «The Electric Doom».
  - Скейтбордист Энди Макдоналд (англ. Andy Macdonald) выиграл свою 15 медаль, опередив Тони Хоука, который долгое время был лидером по числу медалей в скейтбординге.
- Игры XIV, 2009 — Лос-Анджелес, Калифорния (30 июля — 2 августа)
  - Скейтбордист Джейк Браун (англ. Jake Brown) выиграл свою первую золотую медаль в Big Air.
  - Anthony Napolitan впервые в истории делает двойной фронтфлип на велосипеде.
  - Pierre-Luc Gagnon второй год подряд выиграл золотую медаль в Skate Vert.
  - Blake Williams стал первым не американским райдером, который выиграл золото в FMX.
- Игры XVI, 2010 — «Стэйплс-центр», Лос-Анджелес, Калифорния (29 июля — 1 августа)
  - Ashley Fiolek второй год подряд побеждает среди женщин в Moto X Super X и становится единственным райдером, которому удалось это сделать.
  - Jamie Bestwick становится первым 4-кратным победителем BMX Vert.
  - Cam Sinclair сделал то, что многие назвали великим возвращением в истории экстремальных видов спорта. Выиграв свои первые X Games с золотой медалью за лучший трюк, он имел амбициозные планы на дальнейшую карьеру. Однако за 8 месяцев до игр на Red Bull X Fighters он получил очень серьёзную травму во время выполнения двойного бекфлипа и пробыл в коме в течение 7 дней. После чего ему пришлось заново учиться ходить и заниматься переподготовкой всего тела, но в конечном счёте он вернулся.
- Игры XVII, 2011 — Лос-Анджелес, Калифорния (28 июля — 31 июля)
- Игры XVIII, 2012 — Лос-Анджелес, Калифорния (28 июня — 1 июля)
- Игры в Игуасу, 2013 — Игуасу, Бразилия (18 апреля — 21 апреля)
- Игры в Барселоне, 2013 — Барселона, Испания (9 мая — 12 мая)
- Игры в Мюнхене, 2013 — Мюнхен, Германия (27 июня — 30 июня)
- Игры в Лос-Анджелесе, 2013 — Лос-Анджелес, Калифорния (1 августа — 4 августа)
- Игры в Остине, 2014 — Остин, Техас (5 июня — 8 июня)
- Игры в Остине, 2015 — Остин, Техас (4 июня — 7 июня)
- Игры в Остине, 2016 — Остин, Техас (4 июня — 7 июня)

### Зимние игры
- Игры I, 1997 — Big Bear Lake, Калифорния (30 января — 2 февраля); 38 000 зрителей
- Игры II, 1998 — Crested Butte, Колорадо; 25 000 зрителей
- Игры III, 1999 — Crested Butte, Колорадо; более 30 000 зрителей
- Игры IV, 2000 — Mount Snow, Вермонт (3—6 февраля); 83 500 зрителей
- Игры V, 2001 — Mount Snow, Вермонт; 85 100 зрителей
- Игры VI, 2002 — Аспен, Колорадо (1—5 февраля)
- Игры VII, 2003 — Аспен, Колорадо (30 января — 5 февраля)
- Игры VIII, 2004 — Аспен, Колорадо (22—25 января)
- Игры IX, 2005 — Аспен, Колорадо (29 января — 1 февраля)
- Игры X, 2006 — Аспен, Колорадо (28—31 января)
  - Jeaux Hall исполнил 1080 in half-pipe contest после 17 попыток.
  - Руководство ESPN подписало контракт с Aspen Skiing Company на проведение Зимних игр в Колорадо до 2012 года.
- Игры XI, 2007 — Аспен, Колорадо (25—28 января)
- Игры XII, 2008 — Аспен, Колорадо (24—27 января)
- Игры XIII, 2009 — Аспен, Колорадо (22—25 января)
  - Levi LaVallee сделал попытку двойного бекфлипа на снегоходе.
  - Шон Уайт в первый раз завоёвывает с трудом золотую медаль в хафпайпе.
- Игры XIV, 2010 — Аспен, Колорадо (28—31 января)
- Игры XV, 2011 — Аспен, Колорадо (27—30 января)
  - Kelly Clark впервые среди женщин делает 1080 в хафпайпе.
  - Torstein Horgmo впервые в истории игр делает трипл корк в рамках соревнований по Big Air на сноуборде среди мужчин.
  - Шон Уайт завоёвывает 4 подряд титул чемпиона в хафпайпе.
  - Себастьен Тутан участвовал в своих первых играх и сразу же выиграл золотую медаль в слопстайле.
  - В рамках соревнований за лучший трюк на снегоходе братья Colten и Caleb Moore успешно выполнили трюк бекфлипа с двумя людьми на снегоходе, но были дисквалифицированы, так как концепция соревнования не предполагает одновременного нахождения двух райдеров на снегоходе. Позже золото в этом виде взял Daniel Bodin.
- Игры XVI, 2012 — Аспен, Колорадо (26—29 января)
  - Heath Frisby в рамках соревнования впервые выполнил фронтфлип на снегоходе.
- Игры XVI, 2013 — Аспен, Колорадо (24—26 января)
  - Кэйлеб Мур, четырёхкратный медалист, скончался спустя неделю после падения на соревнованиях.